# گاو نشسته

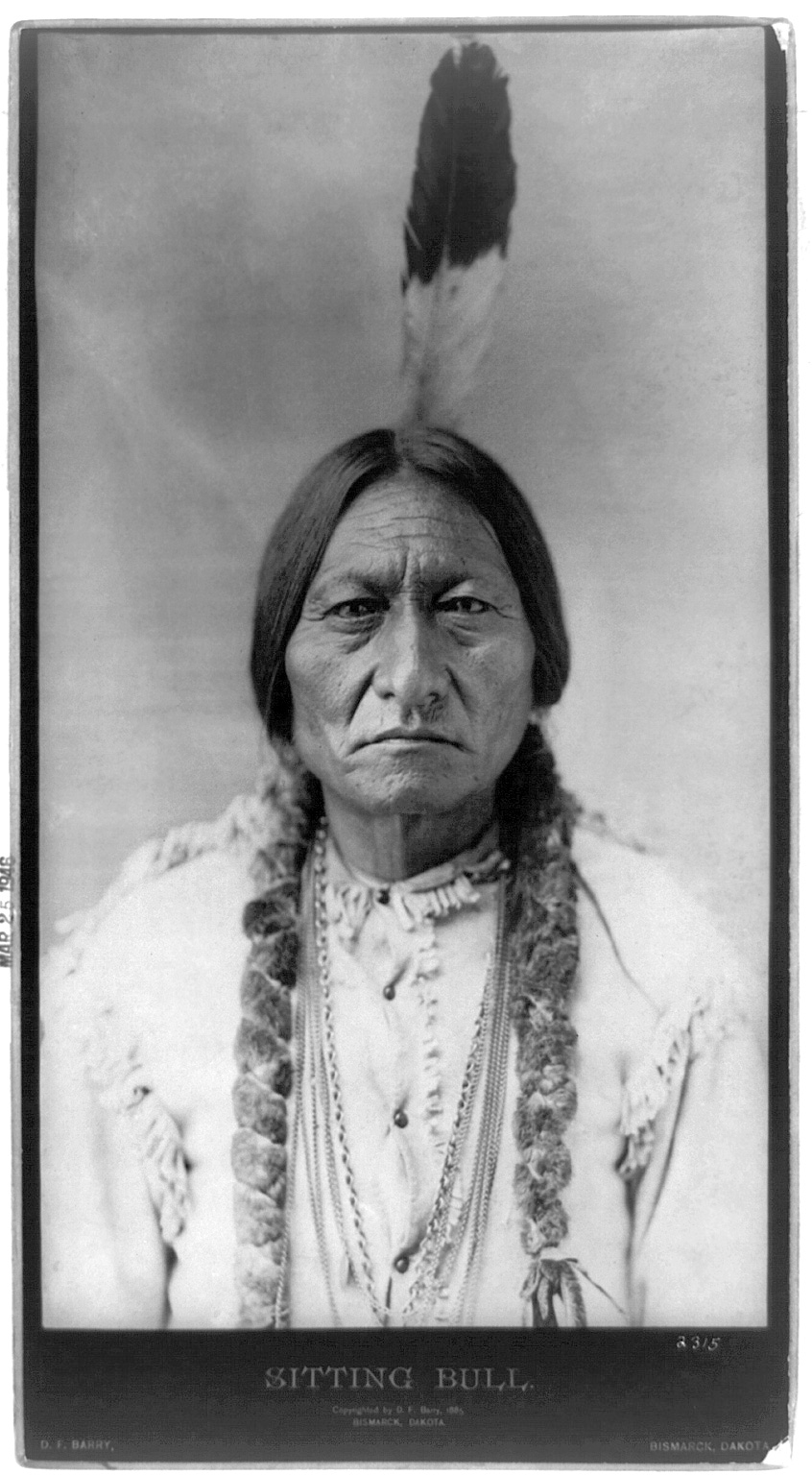

گاو نر نشسته (به انگلیسی: Sitting Bull) با نام اصلی «تاتانکا ایوتاکه» زادهٔ ۱۸۳۱ میلادی در داکوتای جنوبی، نام یکی از رهبران سرخ‌پوستان آمریکا بود.
وی متعلق به قبیلهٔ لاکوتا و رهبر قبیلهٔ هانک‌پاپا سو بود.
در تاریخ ۲۵ ژوئن ۱۸۷۶ و با ترغیب گاو نشسته، تعداد ۳۵۰۰ نفر از جنگجویان قبایل سو و شاین علیه هنگ هفتم سواره‌نظام ایالات متحده بسیج شده و در نبرد لیتل بیگ‌هورن با نیروهای ژنرال جرج آرمسترانگ کاستر درگیر شدند؛ علاوه بر شکست نیروهای دولتی، جرج کاستر نیز کشته شد. هرچند گاو نر نشسته خود شخصاً در این جنگ شرکت نداشت اما رئیسان قبیله‌ها به خاطر رؤیایی که او در مورد اسیر گرفتن گروهی از سربازان آمریکایی دیده بود به شرکت در این نبرد ترغیب شدند.
در پی این شکست، دولت ایالات متحده هزاران سرباز را به منطقه گسیل کرد و طی یک سال، بسیاری از لاکوتاها تسلیم شدند؛ گاو نشسته تسلیم نشد و به ناچار قبیلهٔ خود را به کانادا برد. پس از گذشت چهار سال (۱۸۸۱ میلادی) او همراه با اکثر افراد قبیله به آمریکا بازگشت و تسلیم نیروهای دولت ایالات متحده شد. در سال ۱۸۹۰ و در پی ظهور جنبش رقص ارواح، دولت ایالات متحده از بیم حمایت گاو نشسته از این جنبش، دستور بازداشت او را صادر کرد. با مقاومت گاو نشسته در برابر مأموران، درگیری بین طرفداران او و مأموران آغاز شد که طی آن گاو نر نشسته با شلیک مأموران کشته شد.

## نگارخانه

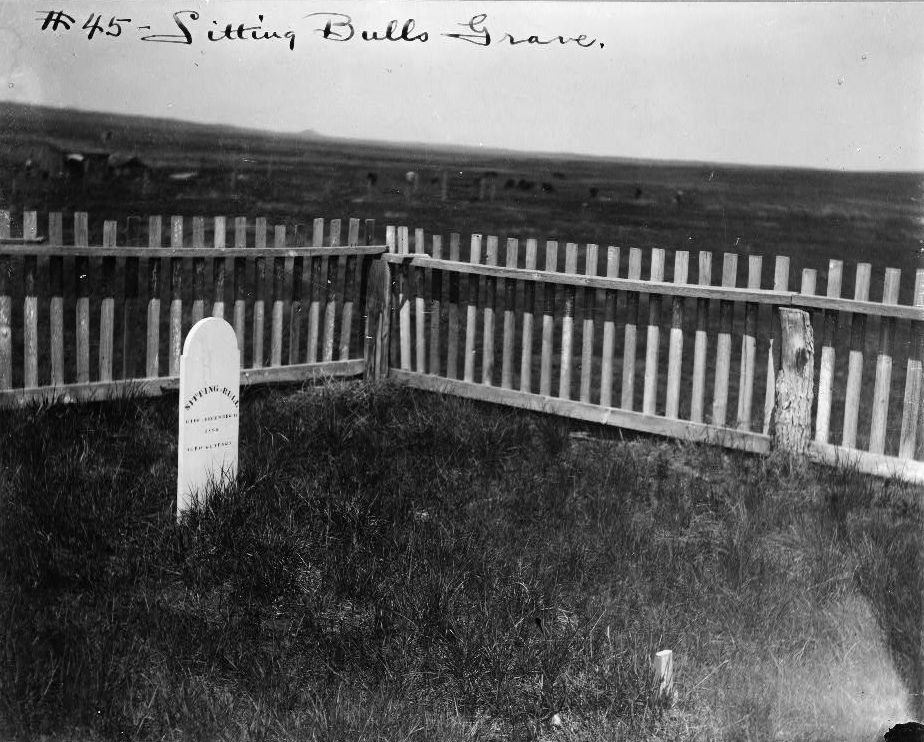
قبر گاو نشسته واقع در داکوتای جنوبی
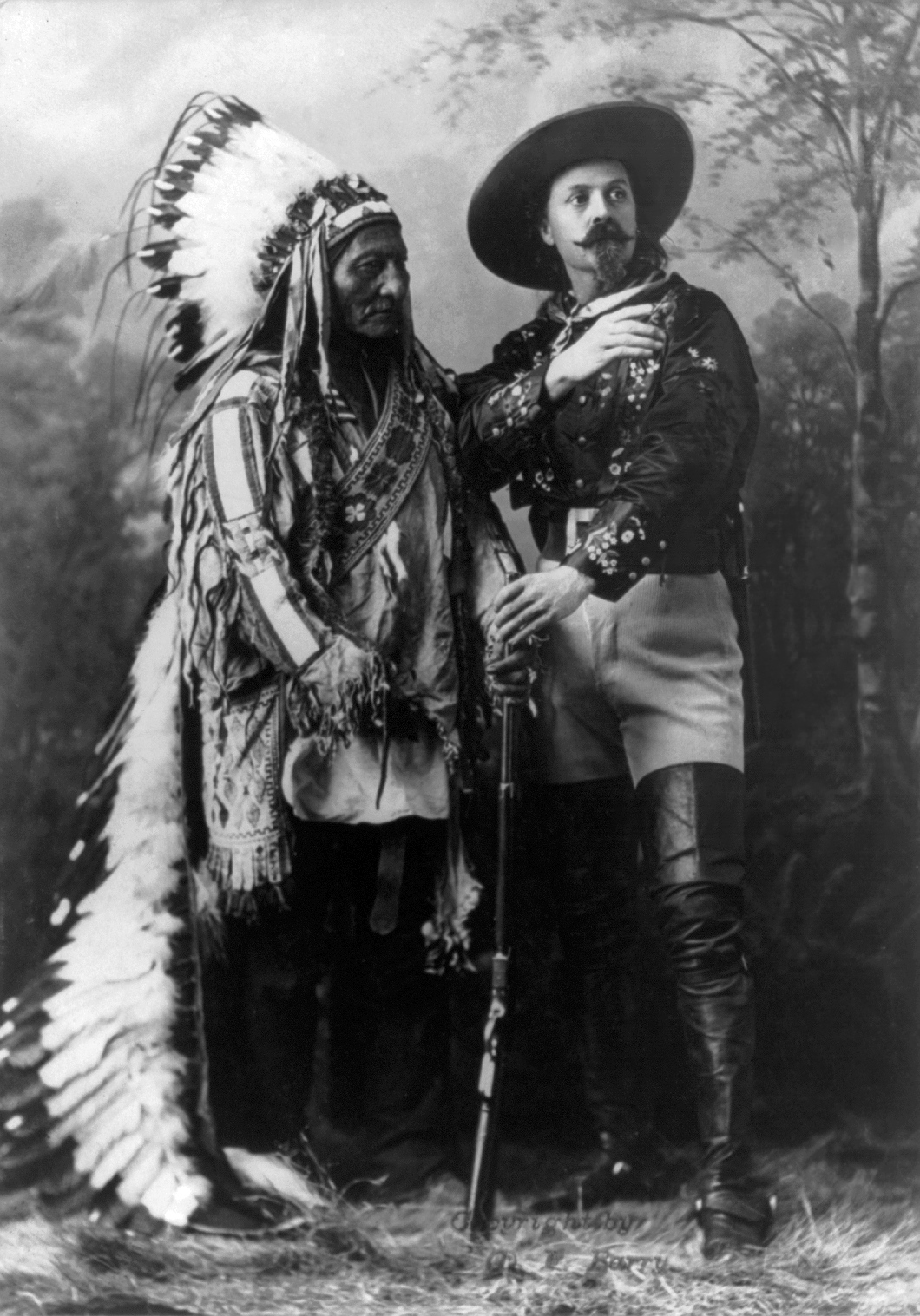
عکس یادگاری گاو نشسته و بوفالو بیل در سال ۱۸۸۵ میلادی
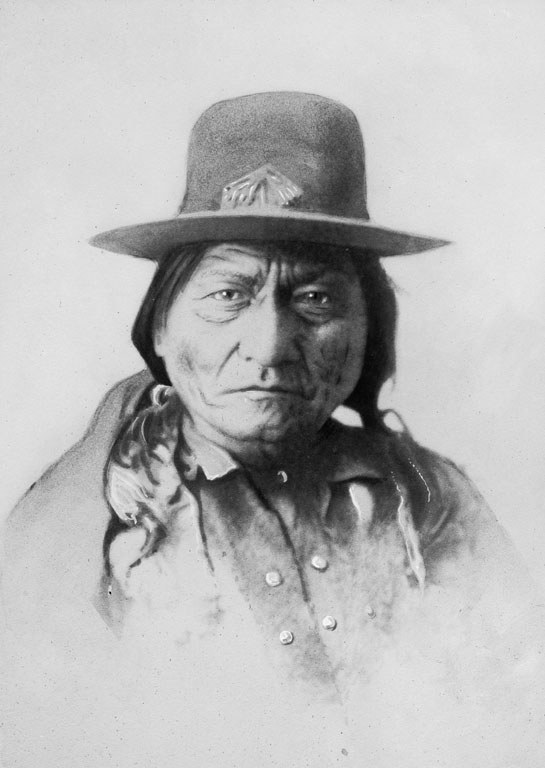
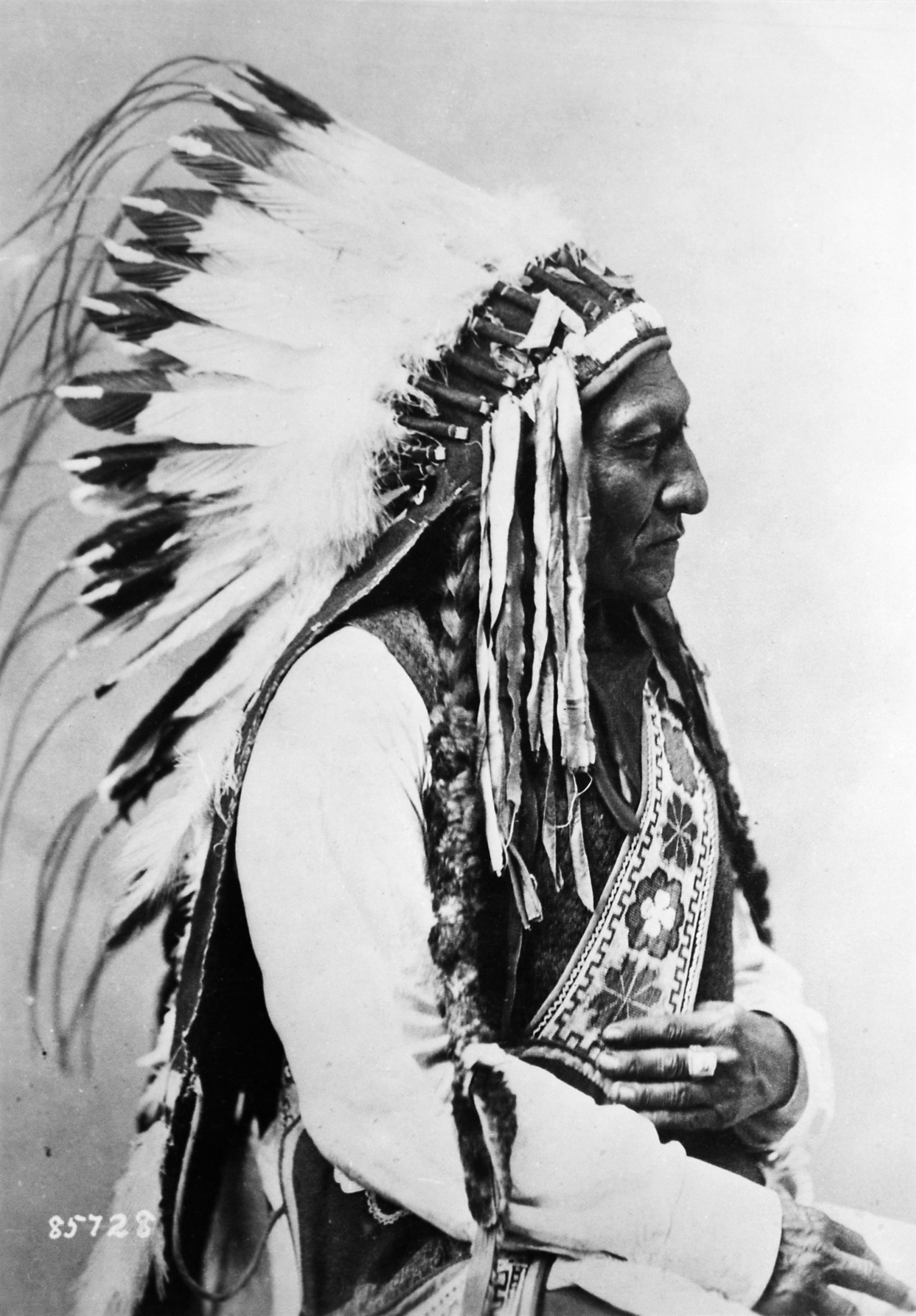